# Arnaud Gaudet
Arnaud Gaudet (* 10. August 2000 in Sainte-Agathe-des-Monts) ist ein kanadischer Snowboarder. Er startet in den Paralleldisziplinen.

## Werdegang
Gaudet startete im November 2015 im Echo Mountain Resort erstmals im Nor-Am-Cup und errang dabei die Plätze 21 und 18 im Parallel-Riesenslalom. Bei den Juniorenweltmeisterschaften 2016 in Rogla belegte er den 38. Platz im Parallel-Riesenslalom sowie den 35. Rang im Parallelslalom und bei den Juniorenweltmeisterschaften 2017 am Klínovec jeweils den 33. Platz im Parallel-Riesenslalom sowie im Parallelslalom. Im Snowboard-Weltcup startete er erstmals im Januar 2017 in Rogla, wobei er aber disqualifiziert wurde. Im April 2017 wurde er kanadischer Juniorenmeister im Parallel-Riesenslalom. In der Saison 2017/18 gewann er erstmals mit einem dritten Platz sowie vier zweiten und zwei ersten Plätzen die Parallel-Wertung des Nor-Am-Cups. Bei den Juniorenweltmeisterschaften 2018 in Cardrona wurde er Neunter im Parallelslalom und Siebter im Parallel-Riesenslalom. Bei den kanadischen Juniorenmeisterschaften im Februar 2018 siegte er in beiden Paralleldisziplinen. Auch in der Saison 2018/19 gewann er mit acht Podestplatzierungen, darunter vier ersten Plätzen die Parallel-Wertung des Nor-Am-Cups. Zudem kam er bei den Snowboard-Weltmeisterschaften 2019 in Park City auf den 37. Platz im Parallelslalom sowie auf den 28. Rang im Parallel-Riesenslalom und bei den Juniorenweltmeisterschaften 2019 in Rogla jeweils auf den fünften Platz im Parallel-Riesenslalom sowie im Parallelslalom. In der Saison 2019/20 wurde er kanadischer Juniorenmeister im Parallel-Riesenslalom und gewann mit fünf Siegen zum dritten Mal in Folge die Parallel-Wertung des Nor-Am-Cups. Außerdem holte er bei den Juniorenweltmeisterschaften 2020 im Lachtal die Bronzemedaille im Parallel-Riesenslalom. Im Parallel-Riesenslalom wurde er dort Fünfter.
In der folgenden Saison erreichte Gaudet mit Platz sechs in Moskau sowie Rang zehn in Berchtesgaden jeweils im Parallelslalom seine ersten Top-Zehn-Platzierungen im Weltcup und errang damit den 32. Platz im Parallel-Weltcup. Beim Saisonhöhepunkt, den Snowboard-Weltmeisterschaften 2021 in Rogla, belegte er den 25. Platz im Parallel-Riesenslalom und den 17. Rang im Parallelslalom. In der Saison 2021/22 kam er auf den 28. Platz im Parallel-Weltcup und gewann mit vier ersten Plätzen die Parallel-Wertung des Nor-Am-Cups. Bei den Olympischen Winterspielen 2022 in Peking fuhr er auf den 26. Platz im Parallel-Riesenslalom. Auch in der Saison 2022/23 errang er den 28. Platz im Parallel-Weltcup. Bei den Snowboard-Weltmeisterschaften 2023 in Bakuriani gewann er die Bronzemedaille im Parallelslalom. Zudem belegte er dort den 14. Platz im Parallel-Riesenslalom.

## Teilnahmen an Weltmeisterschaften und Olympischen Winterspielen

### Olympische Winterspiele
- 2022 Peking: 26. Platz Parallel-Riesenslalom

### Snowboard-Weltmeisterschaften
- 2019 Park City: 28. Platz Parallel-Riesenslalom, 37. Platz Parallelslalom
- 2021 Rogla: 17. Platz Parallelslalom, 25. Platz Parallel-Riesenslalom
- 2023 Bakuriani: 3. Platz Parallelslalom, 14. Platz Parallel-Riesenslalom
- 2025 Engadin: 8. Platz Parallelslalom, 10. Platz Parallel-Team, 20. Platz Parallel-Riesenslalom

## Weltcup-Gesamtplatzierungen
| Saison  | Parallel | Parallel | Parallel-Riesenslalom | Parallel-Riesenslalom | Parallelslalom | Parallelslalom |
| Saison  | Punkte   | Platz    | Punkte                | Platz                 | Punkte         | Platz          |
| ------- | -------- | -------- | --------------------- | --------------------- | -------------- | -------------- |
| 2016/17 | 40,8     | 63.      | 22                    | 62.                   | 18,8           | 57.            |
| 2017/18 | 155,9    | 51.      | 105,8                 | 50.                   | 50,1           | 47.            |
| 2018/19 | 203,2    | 47.      | 145,9                 | 43.                   | 57,3           | 48.            |
| 2019/20 | 601,3    | 32.      | 301,3                 | 35.                   | 300            | 21.            |
| 2020/21 | 66       | 32.      | -                     | -                     | 66             | 18.            |
| 2021/22 | 97       | 28.      | 5                     | 45.                   | 92             | 12.            |
| 2022/23 | 75       | 28.      | 24                    | 30.                   | 51             | 21.            |
| 2023/24 | 134      | 23.      | 54                    | 25.                   | 80             | 17.            |
| 2024/25 | 224      | 21.      | 143                   | 23.                   | 81             | 18.            |